# Conostylis drummondii
Conostylis drummondii är en enhjärtbladig växtart som beskrevs av George Bentham. Conostylis drummondii ingår i släktet Conostylis och familjen Haemodoraceae. Inga underarter finns listade.